# Albo d'oro dei campionati mondiali di biathlon

## Gare maschili

### Individuale (20 km)
| Anno | Località               | Oro                  | Argento               | Bronzo               |
| 1958 | Saalfelden             | Adolf Wiklund        | Olle Gunneriusson     | Viktor Butakov       |
| 1959 | Courmayeur             | Vladimir Melan'in    | Dmitrij Sokolov       | Sven Agge            |
| 1961 | Umeå                   | Kalevi Huuskonen     | Aleksandr Privalov    | Paavo Repo           |
| 1962 | Hämeenlinna            | Vladimir Melan'in    | Antti Tyrväinen       | Valentin Pšenicyn    |
| 1963 | Seefeld                | Vladimir Melan'in    | Antti Tyrväinen       | Hannu Posti          |
| 1965 | Elverum                | Olav Jordet          | Nikolaj Puzanov       | Antti Tyrväinen      |
| 1966 | Garmisch-Partenkirchen | Jon Istad            | Józef Sobczak         | Vladimir Gundarcev   |
| 1967 | Altenberg              | Viktor Mamatov       | Stanisław Szczepaniak | Jon Istad            |
| 1969 | Zakopane               | Aleksandr Tichonov   | Rinat Safin           | Magnar Solberg       |
| 1970 | Östersund              | Aleksandr Tichonov   | Tor Svendsberget      | Viktor Mamatov       |
| 1971 | Hämeenlinna            | Dieter Speer         | Aleksandr Tichonov    | Magnar Solberg       |
| 1973 | Lake Placid            | Aleksandr Tichonov   | Gennadij Kovalëv      | Tor Svendsberget     |
| 1974 | Minsk                  | Juhani Suutarinen    | Gheorghe Gîrniţǎ      | Tor Svendsberget     |
| 1975 | Anterselva             | Heikki Ikola         | Nikolaj Kruglov       | Esko Saira           |
| 1977 | Vingrom                | Heikki Ikola         | Sigleif Johansen      | Aleksandr Tichonov   |
| 1978 | Hochfilzen             | Odd Lirhus           | Frank Ullrich         | Eberhard Rösch       |
| 1979 | Ruhpolding             | Klaus Siebert        | Aleksandr Tichonov    | Sigleif Johansen     |
| 1981 | Lahti                  | Heikki Ikola         | Frank Ullrich         | Erkki Antila         |
| 1982 | Minsk                  | Frank Ullrich        | Eirik Kvalfoss        | Terje Krokstad       |
| 1983 | Anterselva             | Frank Ullrich        | Frank-Peter Roetsch   | Peter Angerer        |
| 1985 | Ruhpolding             | Jurij Kaškarov       | Frank-Peter Roetsch   | Tapio Piipponen      |
| 1986 | Oslo                   | Valerij Medvedcev    | André Sehmisch        | Alfred Eder          |
| 1987 | Lake Placid            | Frank-Peter Roetsch  | Josh Thompson         | Jan Matouš           |
| 1989 | Feistritz an der Drau  | Eirik Kvalfoss       | Gisle Fenne           | Fritz Fischer        |
| 1990 | Minsk                  | Valerij Medvedcev    | Sergej Čepikov        | Anatolij Ždanovič    |
| 1991 | Lahti                  | Mark Kirchner        | Aljaksandr Papoŭ      | Eirik Kvalfoss       |
| 1993 | Borovec                | Andreas Zingerle     | Sergej Tarasov        | Sergej Čepikov       |
| 1995 | Anterselva             | Tomasz Sikora        | Jon Åge Tydlum        | Aleh Ryžankoŭ        |
| 1996 | Ruhpolding             | Sergej Tarasov       | Vladimir Dračëv       | Vadzim Sašuryn       |
| 1997 | Brezno-Osrblie         | Ricco Groß           | Aleh Ryžankoŭ         | Ludwig Gredler       |
| 1999 | Oslo                   | Sven Fischer         | Ricco Groß            | Vadzim Sašuryn       |
| 2000 | Oslo                   | Wolfgang Rottmann    | Ludwig Gredler        | Frank Luck           |
| 2001 | Pokljuka               | Paavo Puurunen       | Vadzim Sašuryn        | Ilmārs Bricis        |
| 2003 | Chanty-Mansijsk        | Halvard Hanevold     | Vesa Hietalahti       | Ricco Groß           |
| 2004 | Oberhof                | Raphaël Poirée       | Tomasz Sikora         | Ole Einar Bjørndalen |
| 2005 | Hochfilzen             | Roman Dostál         | Michael Greis         | Ricco Groß           |
| 2007 | Anterselva             | Raphaël Poirée       | Michael Greis         | Michal Šlesingr      |
| 2008 | Östersund              | Emil Hegle Svendsen  | Ole Einar Bjørndalen  | Maksim Maksimov      |
| 2009 | Pyeongchang            | Ole Einar Bjørndalen | Christoph Stephan     | Jakov Fak            |
| 2011 | Chanty-Mansijsk        | Tarjei Bø            | Maksim Maksimov       | Christoph Sumann     |
| 2012 | Ruhpolding             | Jakov Fak            | Simon Fourcade        | Jaroslav Soukup      |
| 2013 | Nové Město na Moravě   | Martin Fourcade      | Tim Burke             | Fredrik Lindström    |
| 2015 | Kontiolahti            | Martin Fourcade      | Emil Hegle Svendsen   | Ondřej Moravec       |
| 2016 | Oslo                   | Martin Fourcade      | Dominik Landertinger  | Simon Eder           |
| 2017 | Hochfilzen             | Lowell Bailey        | Ondřej Moravec        | Martin Fourcade      |
| 2019 | Östersund              | Arnd Peiffer         | Vladimir Iliev        | Tarjei Bø            |
| 2020 | Anterselva             | Martin Fourcade      | Johannes Thingnes Bø  | Dominik Landertinger |
| 2021 | Pokljuka               | Sturla Holm Lægreid  | Arnd Peiffer          | Johannes Dale        |
| 2023 | Oberhof                | Johannes Thingnes Bø | Sturla Holm Lægreid   | Sebastian Samuelsson |
| 2024 | Nové Město na Moravě   | Johannes Thingnes Bø | Tarjei Bø             | Benedikt Doll        |

### Sprint (10 km)
| Anno | Località              | Oro                   | Argento                | Bronzo                     |
| 1974 | Minsk                 | Juhani Suutarinen     | Günther Bartnick       | Torsten Wadman             |
| 1975 | Anterselva            | Nikolaj Kruglov       | Aleksandr Elizarov     | Klaus Siebert              |
| 1976 | Anterselva            | Aleksandr Tichonov    | Aleksandr Elizarov     | Nikolaj Kruglov            |
| 1977 | Vingrom               | Aleksandr Tichonov    | Nikolaj Kruglov        | Aleksandr Ušakov           |
| 1978 | Hochfilzen            | Frank Ullrich         | Eberhard Rösch         | Klaus Siebert              |
| 1979 | Ruhpolding            | Frank Ullrich         | Odd Lirhus             | Luigi Weiss                |
| 1981 | Lahti                 | Frank Ullrich         | Erkki Antila           | Yvon Mougel                |
| 1982 | Minsk                 | Eirik Kvalfoss        | Frank Ullrich          | Vladimir Alikin            |
| 1983 | Anterselva            | Eirik Kvalfoss        | Peter Angerer          | Alfred Eder                |
| 1985 | Ruhpolding            | Frank-Peter Roetsch   | Eirik Kvalfoss         | Johann Passler             |
| 1986 | Oslo                  | Valerij Medvedcev     | Franz Schuler          | André Sehmisch             |
| 1987 | Lake Placid           | Frank-Peter Roetsch   | Matthias Jacob         | André Sehmisch             |
| 1989 | Feistritz an der Drau | Frank Luck            | Eirik Kvalfoss         | Jurij Kaškarov             |
| 1990 | Oslo                  | Mark Kirchner         | Eirik Kvalfoss         | Sergej Čepikov             |
| 1991 | Lahti                 | Mark Kirchner         | Frank Luck             | Eirik Kvalfoss             |
| 1993 | Borovec               | Mark Kirchner         | Jon Åge Tydlum         | Sergej Tarasov             |
| 1995 | Anterselva            | Patrice Bailly-Salins | Pavel Muslimov         | Ricco Groß                 |
| 1996 | Ruhpolding            | Vladimir Dračëv       | Viktor Majgurov        | René Cattarinussi          |
| 1997 | Brezno-Osrblie        | Wilfried Pallhuber    | René Cattarinussi      | Aleh Ryžankoŭ              |
| 1999 | Kontiolahti           | Frank Luck            | Patrick Favre          | Frode Andresen             |
| 2000 | Oslo                  | Frode Andresen        | Pavel Rostovcev        | René Cattarinussi          |
| 2001 | Pokljuka              | Pavel Rostovcev       | René Cattarinussi      | Halvard Hanevold           |
| 2003 | Chanty-Mansijsk       | Ole Einar Bjørndalen  | Ricco Groß             | Zdeněk Vítek               |
| 2004 | Oberhof               | Raphaël Poirée        | Ricco Groß             | Ole Einar Bjørndalen       |
| 2005 | Hochfilzen            | Ole Einar Bjørndalen  | Sven Fischer           | Ilmārs Bricis              |
| 2007 | Anterselva            | Ole Einar Bjørndalen  | Michal Šlesingr        | Andrij Deryzemlja          |
| 2008 | Östersund             | Maksim Čudov          | Halvard Hanevold       | Ole Einar Bjørndalen       |
| 2009 | Pyeongchang           | Ole Einar Bjørndalen  | Lars Berger            | Halvard Hanevold           |
| 2011 | Chanty-Mansijsk       | Arnd Peiffer          | Martin Fourcade        | Tarjei Bø                  |
| 2012 | Ruhpolding            | Martin Fourcade       | Emil Hegle Svendsen    | Carl Johan Bergman         |
| 2013 | Nové Město na Moravě  | Emil Hegle Svendsen   | Martin Fourcade        | Jakov Fak                  |
| 2015 | Kontiolahti           | Johannes Thingnes Bø  | Nathan Smith           | Tarjei Bø                  |
| 2016 | Oslo                  | Martin Fourcade       | Ole Einar Bjørndalen   | Serhij Semenov             |
| 2017 | Hochfilzen            | Benedikt Doll         | Johannes Thingnes Bø   | Martin Fourcade            |
| 2019 | Östersund             | Johannes Thingnes Bø  | Aleksandr Loginov      | Quentin Fillon Maillet     |
| 2020 | Anterselva            | Aleksandr Loginov     | Quentin Fillon Maillet | Martin Fourcade            |
| 2021 | Pokljuka              | Martin Ponsiluoma     | Simon Desthieux        | Émilien Jacquelin          |
| 2023 | Oberhof               | Johannes Thingnes Bø  | Tarjei Bø              | Sturla Holm Lægreid        |
| 2024 | Nové Město na Moravě  | Sturla Holm Lægreid   | Johannes Thingnes Bø   | Vetle Sjåstad Christiansen |

### Inseguimento (12,5 km)
| Anno | Località             | Oro                  | Argento              | Bronzo                     |
| 1997 | Brezno-Osrblie       | Viktor Majgurov      | Sergej Tarasov       | Ole Einar Bjørndalen       |
| 1998 | Pokljuka             | Vladimir Dračëv      | Ole Einar Bjørndalen | Raphaël Poirée             |
| 1999 | Kontiolahti          | Ricco Groß           | Frank Luck           | Sven Fischer               |
| 2000 | Oslo                 | Frank Luck           | Pavel Rostovcev      | Raphaël Poirée             |
| 2001 | Pokljuka             | Pavel Rostovcev      | Raphaël Poirée       | Sven Fischer               |
| 2003 | Chanty-Mansijsk      | Ricco Groß           | Halvard Hanevold     | Paavo Puurunen             |
| 2004 | Oberhof              | Ricco Groß           | Raphaël Poirée       | Ole Einar Bjørndalen       |
| 2005 | Hochfilzen           | Ole Einar Bjørndalen | Sergej Čepikov       | Sven Fischer               |
| 2007 | Anterselva           | Ole Einar Bjørndalen | Maksim Čudov         | Vincent Defrasne           |
| 2008 | Östersund            | Ole Einar Bjørndalen | Maksim Čudov         | Alexander Wolf             |
| 2009 | Pyeongchang          | Ole Einar Bjørndalen | Maksim Čudov         | Alexander Os               |
| 2011 | Chanty-Mansijsk      | Martin Fourcade      | Emil Hegle Svendsen  | Tarjei Bø                  |
| 2012 | Ruhpolding           | Martin Fourcade      | Carl Johan Bergman   | Anton Šipulin              |
| 2013 | Nové Město na Moravě | Emil Hegle Svendsen  | Martin Fourcade      | Anton Šipulin              |
| 2015 | Kontiolahti          | Erik Lesser          | Anton Šipulin        | Tarjei Bø                  |
| 2016 | Oslo                 | Martin Fourcade      | Ole Einar Bjørndalen | Emil Hegle Svendsen        |
| 2017 | Hochfilzen           | Martin Fourcade      | Johannes Thingnes Bø | Ole Einar Bjørndalen       |
| 2019 | Östersund            | Dmytro Pidručnyj     | Johannes Thingnes Bø | Quentin Fillon Maillet     |
| 2020 | Anterselva           | Émilien Jacquelin    | Johannes Thingnes Bø | Aleksandr Loginov          |
| 2021 | Pokljuka             | Émilien Jacquelin    | Sebastian Samuelsson | Johannes Thingnes Bø       |
| 2023 | Oberhof              | Johannes Thingnes Bø | Sturla Holm Lægreid  | Sebastian Samuelsson       |
| 2024 | Nové Město na Moravě | Johannes Thingnes Bø | Sturla Holm Lægreid  | Vetle Sjåstad Christiansen |

### Partenza in linea (15 km)
| Anno | Località             | Oro                  | Argento                | Bronzo                 |
| 1999 | Oslo                 | Sven Fischer         | Vladimir Dračëv        | Ole Einar Bjørndalen   |
| 2000 | Oslo                 | Raphaël Poirée       | Pavel Rostovcev        | Ole Einar Bjørndalen   |
| 2001 | Pokljuka             | Raphaël Poirée       | Ole Einar Bjørndalen   | Sven Fischer           |
| 2002 | Oslo                 | Raphaël Poirée       | Sven Fischer           | Frode Andresen         |
| 2003 | Chanty-Mansijsk      | Ole Einar Bjørndalen | Sven Fischer           | Raphaël Poirée         |
| 2004 | Oberhof              | Raphaël Poirée       | Lars Berger            | Sergej Konovalov       |
| 2005 | Hochfilzen           | Ole Einar Bjørndalen | Sven Fischer           | Raphaël Poirée         |
| 2007 | Anterselva           | Michael Greis        | Andreas Birnbacher     | Raphaël Poirée         |
| 2008 | Östersund            | Emil Hegle Svendsen  | Ole Einar Bjørndalen   | Maksim Čudov           |
| 2009 | Pyeongchang          | Dominik Landertinger | Christoph Sumann       | Ivan Čerezov           |
| 2011 | Chanty-Mansijsk      | Emil Hegle Svendsen  | Evgenij Ustjugov       | Lukas Hofer            |
| 2012 | Ruhpolding           | Martin Fourcade      | Björn Ferry            | Fredrik Lindström      |
| 2013 | Nové Město na Moravě | Tarjei Bø            | Anton Šipulin          | Emil Hegle Svendsen    |
| 2015 | Kontiolahti          | Jakov Fak            | Ondřej Moravec         | Tarjei Bø              |
| 2016 | Oslo                 | Johannes Thingnes Bø | Martin Fourcade        | Ole Einar Bjørndalen   |
| 2017 | Hochfilzen           | Simon Schempp        | Johannes Thingnes Bø   | Simon Eder             |
| 2019 | Östersund            | Dominik Windisch     | Antonin Guigonnat      | Julian Eberhard        |
| 2020 | Anterselva           | Johannes Thingnes Bø | Quentin Fillon Maillet | Émilien Jacquelin      |
| 2021 | Pokljuka             | Sturla Holm Lægreid  | Johannes Dale          | Quentin Fillon Maillet |
| 2023 | Oberhof              | Sebastian Samuelsson | Martin Ponsiluoma      | Johannes Thingnes Bø   |
| 2024 | Nové Město na Moravě | Johannes Thingnes Bø | Andrejs Rastorgujevs   | Quentin Fillon Maillet |

### Staffetta (4x7,5 km)
| Anno | Località               | Oro                                                                                        | Argento                                                                                    | Bronzo                                                                                   |
| 1966 | Garmisch-Partenkirchen | Norvegia Jon Istad Ragnar Tveiten Ivar Nordkild Olav Jordet                                | Polonia Józef Sobczak Stanisław Szczepaniak Stanisław Łukaszczyk Józef Rubiś               | Svezia Olle Petrusson Tore Eriksson Holmfrid Olsson Sture Ohlin                          |
| 1967 | Altenberg              | Norvegia Jon Istad Ragnar Tveiten Ola Wærhaug Olav Jordet                                  | Unione Sovietica Aleksandr Tichonov Viktor Mamatov Rinnat Safin Nikolaj Puzanov            | Svezia Olle Petrusson Tore Eriksson Holmfrid Olsson Sture Ohlin                          |
| 1969 | Zakopane               | Unione Sovietica Aleksandr Tichonov Viktor Mamatov Rinnat Safin Vladimir Gundarcev         | Norvegia Jon Istad Ragnar Tveiten Magnar Solberg Esten Gjelten                             | Finlandia Kalevi Vähäkylä Mauri Röppänen Mauno Peltonen Esko Marttinen                   |
| 1970 | Östersund              | Unione Sovietica Aleksandr Tichonov Viktor Mamatov Rinnat Safin Aleksandr Ušakov           | Norvegia Tor Svendsberget Ragnar Tveiten Magnar Solberg Esten Gjelten                      | Germania Est Hans-Günther Jahn Hansjörg Knaute Dieter Speer Horst Koschka                |
| 1971 | Hämeenlinna            | Unione Sovietica Aleksandr Tichonov Viktor Mamatov Rinnat Safin Nikolaj Mužitov            | Norvegia Tor Svendsberget Ragnar Tveiten Magnar Solberg Ivar Nordkild                      | Polonia Józef Roczak Andrzej Rapacz Aleksander Klima Józef Stopka                        |
| 1973 | Lake Placid            | Unione Sovietica Aleksandr Tichonov Rinnat Safin Jurij Kolmakov Gennadij Kovalëv           | Norvegia Tor Svendsberget Esten Gjelten Ragnar Tveiten Kjell Hovda                         | Germania Est Dieter Speer Manfred Geyer Herbert Wiegand Günther Bartnick                 |
| 1974 | Minsk                  | Unione Sovietica Aleksandr Tichonov Aleksandr Ušakov Nikolaj K. Kruglov Jurij Kolmakov     | Finlandia Simo Halonen Carl-Henrik Flöjt Juhani Suutarinen Heikki Ikola                    | Norvegia Kjell Hovda Kåre Hovda Terje Hanssen Tor Svendsberget                           |
| 1975 | Anterselva             | Finlandia Carl-Henrik Flöjt Simo Halonen Juhani Suutarinen Heikki Ikola                    | Unione Sovietica Aleksandr Tichonov Aleksandr Elizarov Aleksandr Ušakov Nikolaj K. Kruglov | Polonia Jan Szupnar Andrzej Rapacz Ludwig Zięba Wojciech Truchan                         |
| 1977 | Vingrom                | Unione Sovietica Aleksandr Tichonov Aleksandr Elizarov Aleksandr Ušakov Nikolaj K. Kruglov | Finlandia Erkki Antila Raimo Seppänen Simo Halonen Heikki Ikola                            | Germania Est Manfred Beer Klaus Siebert Frank Ullrich Manfred Geyer                      |
| 1978 | Hochfilzen             | Germania Est Manfred Beer Frank Ullrich Klaus Siebert Eberhard Rösch                       | Norvegia Odd Lirhus Sigleif Johansen Roar Nilsen Tor Svendsberget                          | Germania Ovest Gerhard Winkler Andreas Schweiger Hansi Estner Heinrich Mehringer         |
| 1979 | Ruhpolding             | Germania Est Manfred Beer Klaus Siebert Frank Ullrich Eberhard Rösch                       | Finlandia Simo Halonen Heikki Ikola Erkki Antila Raimo Seppänen                            | Unione Sovietica Vladimir Alikin Vladimir Barnašov Nikolaj K. Kruglov Aleksandr Tichonov |
| 1981 | Lahti                  | Germania Est Mathias Jung Matthias Jacob Frank Ullrich Eberhard Rösch                      | Germania Ovest Peter Angerer Peter Schweiger Fritz Fischer Franz Bernreiter                | Unione Sovietica Vladimir Alikin Anatolij Aljab'ev Vladimir Barnašov Vladimir Gavrikov   |
| 1982 | Minsk                  | Germania Est Frank Ullrich Mathias Jung Matthias Jacob Bernd Helmich                       | Norvegia Eirik Kvalfoss Kjell Søbak Odd Lirhus Rolf Storsveen                              | Unione Sovietica Vladimir Alikin Anatolij Aljab'ev Vladimir Barnašov Viktor Semënov      |
| 1983 | Anterselva             | Unione Sovietica Algimantas Šalna Jurij Kaškarov Pëtr Miloradov Sergej Bulygin             | Germania Est Frank Ullrich Mathias Jung Matthias Jacob Frank-Peter Roetsch                 | Norvegia Kjell Søbak Eirik Kvalfoss Odd Lirhus Øivind Nerhagen                           |
| 1985 | Ruhpolding             | Unione Sovietica Jurij Kaškarov Algimantas Šalna Sergej Bulygin Andrej Senkov              | Germania Est Frank-Peter Roetsch Matthias Jacob Ralf Göthel André Sehmisch                 | Germania Ovest Peter Angerer Walter Pichler Fritz Fischer Herbert Fritzenwenger          |
| 1986 | Oslo                   | Unione Sovietica Jurij Kaškarov Dmitrij Vasil'ev Valerij Medvedcev Sergej Bulygin          | Germania Est Jürgen Wirth Frank-Peter Roetsch Matthias Jacob André Sehmisch                | Italia Werner Kiem Gottlieb Taschler Johann Passler Andreas Zingerle                     |
| 1987 | Lake Placid            | Germania Est Frank-Peter Roetsch Matthias Jacob André Sehmisch Jürgen Wirth                | Unione Sovietica Dmitrij Vasil'ev Jurij Kaškarov Aljaksandr Papoŭ Valerij Medvedcev        | Germania Ovest Ernst Reiter Herbert Fritzenwenger Peter Angerer Fritz Fischer            |
| 1989 | Feistritz an der Drau  | Germania Est Frank Luck André Sehmisch Birk Anders Frank-Peter Roetsch                     | Unione Sovietica Jurij Kaškarov Sergej Čepikov Aljaksandr Papoŭ Sergej Bulygin             | Norvegia Geir Einang Sylfest Glimsdal Gisle Fenne Eirik Kvalfoss                         |
| 1990 | Kontiolahti            | Italia Pieralberto Carrara Wilfried Pallhuber Johann Passler Andreas Zingerle              | Francia Christian Dumont Xavier Blond Hervé Flandin Thierry Gerbier                        | Germania Est Frank Luck André Sehmisch Mark Kirchner Birk Anders                         |
| 1991 | Lahti                  | Germania Ricco Groß Frank Luck Mark Kirchner Fritz Fischer                                 | Unione Sovietica Jurij Kaškarov Aljaksandr Papoŭ Sergej Tarasov Sergej Čepikov             | Norvegia Geir Einang Eirik Kvalfoss Jon Åge Tyldum Gisle Fenne                           |
| 1993 | Borovec                | Italia Wilfried Pallhuber Johann Passler Pieralberto Carrara Andreas Zingerle              | Russia Valerij Medvedcev Valerij Kirienko Sergej Tarasov Sergej Čepikov                    | Germania Sven Fischer Frank Luck Mark Kirchner Jens Steinigen                            |
| 1995 | Anterselva             | Germania Ricco Groß Mark Kirchner Frank Luck Sven Fischer                                  | Francia Lionel Laurent Patrice Bailly-Salins Thierry Dusserre Hervé Flandin                | Bielorussia Igor' Chochrjakov Aljaksandr Papoŭ Aleh Ryžankoŭ Vadzim Sašuryn              |
| 1996 | Ruhpolding             | Russia Viktor Majgurov Vladimir Dračëv Sergej Tarasov Aleksej Kobelev                      | Germania Ricco Groß Peter Sendel Frank Luck Sven Fischer                                   | Bielorussia Aljaksej Ajdaraŭ Aleh Ryžankoŭ Vadzim Sašuryn Aljaksandr Papoŭ               |
| 1997 | Brezno-Osrblie         | Germania Ricco Groß Peter Sendel Sven Fischer Frank Luck                                   | Norvegia Egil Gjelland Jon Åge Tyldum Dag Bjørndalen Ole Einar Bjørndalen                  | Italia René Cattarinussi Wilfried Pallhuber Patrick Favre Pieralberto Carrara            |
| 1999 | Kontiolahti            | Bielorussia Aljaksej Ajdaraŭ Pëtr Ivaška Vadzim Sašuryn Aleh Ryžankoŭ                      | Russia Viktor Majgurov Vladimir Dračëv Sergej Rožkov Pavel Rostovcev                       | Norvegia Halvard Hanevold Dag Bjørndalen Frode Andresen Ole Einar Bjørndalen             |
| 2000 | Lahti                  | Russia Viktor Majgurov Sergej Rožkov Vladimir Dračëv Pavel Rostovcev                       | Norvegia Egil Gjelland Frode Andresen Halvard Hanevold Ole Einar Bjørndalen                | Germania Frank Luck Peter Sendel Sven Fischer Ricco Groß                                 |
| 2001 | Pokljuka               | Francia Gilles Marguet Vincent Defrasne Julien Robert Raphaël Poirée                       | Bielorussia Aljaksej Ajdaraŭ Aljaksandr Syman Aleh Ryžankoŭ Vadzim Sašuryn                 | Norvegia Egil Gjelland Frode Andresen Halvard Hanevold Ole Einar Bjørndalen              |
| 2003 | Chanty-Mansijsk        | Germania Peter Sendel Sven Fischer Ricco Groß Frank Luck                                   | Russia Viktor Majgurov Pavel Rostovcev Sergej Rožkov Sergej Čepikov                        | Bielorussia Aljaksej Ajdaraŭ Vladimir Dračëv Rustam Valljulin Aleh Ryžankoŭ              |
| 2004 | Oberhof                | Germania Frank Luck Ricco Groß Sven Fischer Michael Greis                                  | Norvegia Halvard Hanevold Lars Berger Egil Gjelland Ole Einar Bjørndalen                   | Francia Gilles Marguet Vincent Defrasne Julien Robert Raphaël Poirée                     |
| 2005 | Hochfilzen             | Norvegia Halvard Hanevold Stian Eckhoff Egil Gjelland Ole Einar Bjørndalen                 | Russia Sergej Rožkov Nikolaj N. Kruglov Pavel Rostovcev Sergej Čepikov                     | Austria Daniel Mesotitsch Friedrich Pinter Wolfgang Rottmann Christoph Sumann            |
| 2007 | Anterselva             | Russia Ivan Čerezov Maksim Čudov Dmitrij Jarošenko Nikolaj N. Kruglov                      | Norvegia Halvard Hanevold Lars Berger Frode Andresen Ole Einar Bjørndalen                  | Germania Ricco Groß Michael Rösch Sven Fischer Michael Greis                             |
| 2008 | Östersund              | Russia Ivan Čerezov Nikolaj N. Kruglov Dmitrij Jarošenko Maksim Čudov                      | Norvegia Emil Hegle Svendsen Rune Brattsveen Halvard Hanevold Ole Einar Bjørndalen         | Germania Michael Rösch Alexander Wolf Andreas Birnbacher Michael Greis                   |
| 2009 | Pyeongchang            | Norvegia Emil Hegle Svendsen Lars Berger Halvard Hanevold Ole Einar Bjørndalen             | Austria Daniel Mesotitsch Simon Eder Wolfgang Rottmann Christoph Sumann                    | Germania Michael Rösch Christoph Stephan Arnd Peiffer Michael Greis                      |
| 2011 | Chanty-Mansijsk        | Norvegia Ole Einar Bjørndalen Alexander Os Emil Hegle Svendsen Tarjei Bø                   | Russia Anton Šipulin Evgenij Ustjugov Maksim Maksimov Ivan Čerezov                         | Ucraina Oleksandr Bilanenko Andrij Deryzemlja Serhij Semenov Serhij Sednjev              |
| 2012 | Ruhpolding             | Norvegia Ole Einar Bjørndalen Rune Brattsveen Tarjei Bø Emil Hegle Svendsen                | Francia Jean-Guillaume Béatrix Simon Fourcade Alexis Bœuf Martin Fourcade                  | Germania Simon Schempp Andreas Birnbacher Michael Greis Arnd Peiffer                     |
| 2013 | Nové Město na Moravě   | Norvegia Ole Einar Bjørndalen Henrik L'Abée-Lund Tarjei Bø Emil Hegle Svendsen             | Francia Simon Fourcade Jean-Guillaume Béatrix Alexis Bœuf Martin Fourcade                  | Germania Simon Schempp Andreas Birnbacher Arnd Peiffer Erik Lesser                       |
| 2015 | Kontiolahti            | Germania Erik Lesser Daniel Böhm Arnd Peiffer Simon Schempp                                | Norvegia Ole Einar Bjørndalen Tarjei Bø Johannes Thingnes Bø Emil Hegle Svendsen           | Francia Simon Fourcade Jean-Guillaume Béatrix Quentin Fillon Maillet Martin Fourcade     |
| 2016 | Oslo                   | Norvegia Ole Einar Bjørndalen Tarjei Bø Johannes Thingnes Bø Emil Hegle Svendsen           | Germania Erik Lesser Benedikt Doll Arnd Peiffer Simon Schempp                              | Canada Christian Gow Nathan Smith Scott Gow Brendan Green                                |
| 2017 | Hochfilzen             | Russia Aleksej Volkov Maksim Cvetkov Anton Babikov Anton Šipulin                           | Francia Jean-Guillaume Béatrix Quentin Fillon Maillet Simon Desthieux Martin Fourcade      | Austria Daniel Mesotitsch Julian Eberhard Simon Eder Dominik Landertinger                |
| 2019 | Östersund              | Norvegia Lars Helge Birkeland Vetle Sjåstad Christiansen Tarjei Bø Johannes Thingnes Bø    | Germania Erik Lesser Roman Rees Arnd Peiffer Benedikt Doll                                 | Russia Matvej Eliseev Nikita Poršnev Dmitrij Malyško Aleksandr Loginov                   |
| 2020 | Anterselva             | Francia Émilien Jacquelin Martin Fourcade Simon Desthieux Quentin Fillon Maillet           | Norvegia Vetle Sjåstad Christiansen Johannes Dale Tarjei Bø Johannes Thingnes Bø           | Germania Erik Lesser Philipp Horn Arnd Peiffer Benedikt Doll                             |
| 2021 | Pokljuka               | Norvegia Sturla Holm Lægreid Tarjei Bø Johannes Thingnes Bø Vetle Sjåstad Christiansen     | Svezia Peppe Femling Jesper Nelin Martin Ponsiluoma Sebastian Samuelsson                   | RBU (Russia) Said Karimulla Khalili Matvej Eliseev Aleksandr Loginov Ėduard Latypov      |
| 2023 | Oberhof                | Francia Antonin Guigonnat Fabien Claude Émilien Jacquelin Quentin Fillon Maillet           | Norvegia Vetle Sjåstad Christiansen Tarjei Bø Sturla Holm Lægreid Johannes Thingnes Bø     | Svezia Peppe Femling Martin Ponsiluoma Jesper Nelin Sebastian Samuelsson                 |
| 2024 | Nové Město na Moravě   | Svezia Viktor Brandt Jesper Nelin Martin Ponsiluoma Sebastian Samuelsson                   | Norvegia Sturla Holm Lægreid Tarjei Bø Johannes Thingnes Bø Vetle Sjåstad Christiansen     | Francia Éric Perrot Fabien Claude Émilien Jacquelin Quentin Fillon Maillet               |

### Gara a squadre (20 km)
Per ogni nazione venivano sommati i tempi dei 3 migliori atleti nella gara individuale di 20 km (quelli dei 4 migliori nell'edizione 1958).
| Anno | Località    | Oro                                                                     | Argento                                                                           | Bronzo                                                      |
| 1958 | Saalfelden  | Svezia Adolf Wiklund Olle Gunneriusson Sture Ohlin Sven Nilsson         | Unione Sovietica Viktor Butakov Valentin Pšenicyn Dmitrij Sokolov Aleksandr Gubin | Norvegia Arvid Nyberg Asbjørn Bakken Knut Wold Rolf Gråtrud |
| 1959 | Courmayeur  | Unione Sovietica Vladimir Melan'in Dmitrij Sokolov Valentin Pšenicyn    | Svezia Sven Agge Adolf Wiklund Sture Ohlin                                        | Norvegia Knut Wold Henry Hermansen Ivar Skogsrud            |
| 1961 | Umeå        | Finlandia Kalevi Huuskonen Paavo Repo Antti Tyrväinen                   | Unione Sovietica Aleksandr Privalov Valentin Pšenicyn Dmitrij Sokolov             | Svezia Klas Lestander Tage Lundin Stig Andersson            |
| 1962 | Hämeenlinna | Unione Sovietica Vladimir Melan'in Valentin Pšenicyn Nikolaj Puzanov    | Finlandia Antti Tyrväinen Hannu Posti Kalevi Huuskonen                            | Norvegia Jon Istad Olav Jordet Henry Hermansen              |
| 1963 | Seefeld     | Unione Sovietica Vladimir Melan'in Nikolaj Mežarjakov Valentin Pšenicyn | Finlandia Antti Tyrväinen Hannu Posti Veikko Hakulinen                            | Norvegia Jon Istad Olav Jordet Egil Nygård                  |
| 1965 | Elverum     | Norvegia Olav Jordet Ola Wærhaug Ivar Nordkild                          | Unione Sovietica Nikolaj Puzanov Vladimir Melan'in Vasilij Makarov                | Polonia Stanisław Szczepaniak Józef Rubiś Józef Sobczak     |

### Gara a squadre
Consisteva in una gara di pattuglia. Dal 1989 al 1993 si è disputata sulla distanza di 20 km, dal 1994 al 1998 sui 10 km.
| Anno | Località              | Oro | Argento                                                                     | Bronzo                                                                             |
| 1989 | Feistritz an der Drau | Unione Sovietica Jurij Kaškarov Sergej Bulygin Aljaksandr Papoŭ Sergej Čepikov                         | Germania Ovest Franz Wudy Herbert Fritzenberger Georg Fischer Fritz Fischer | Germania Est Andreas Heymann André Sehmisch Birk Anders Frank-Peter Roetsch        |
| 1990 | Oslo                  | Germania Est Raik Dittrich Mark Kirchner Birk Anders Frank Luck                                        | Cecoslovacchia Tomáš Kos Ivan Masařík Jiří Holubec Jan Matouš               | Francia Christian Dumont Stéphane Bouthiaux Hervé Flandin Thierry Gerbier          |
| 1991 | Lahti                 | Italia Hubert Leitgeb Gottlieb Taschler Simon Demetz Wilfried Pallhuber                                | Norvegia Sverre Istad Jon Åge Tyldum Ivar Michal Ulekleiv Frode Løberg      | Unione Sovietica Anatolij Zdanovič Sergej Tarasov Sergej Čepikov Valerij Medvedcev |
| 1992 | Novosibirsk           | Comunità degli Stati Indipendenti Jaŭhen Rėdz'kin Anatolij Zdanovič Aljaksandr Papoŭ Aleksej Tropnikov | Norvegia Frode Løberg Jon Åge Tyldum Sylfest Glimsdal Gisle Fenne           | Estonia Aivo Udras Urmas Kaldvee Hillar Zahkna Kalju Ojaste                        |
| 1993 | Borovec               | Germania Fritz Fischer Frank Luck Steffen Hoos Sven Fischer                                            | Russia Aleksej Kobelev Valerij Kirienko Sergej Ložkin Sergej Čepikov        | Francia Gilles Marguet Thierry Dusserre Xavier Blond Lionel Laurent                |
| 1994 | Canmore               | Italia Pieralberto Carrara Hubert Leitgeb Andreas Zingerle Wilfried Pallhuber                          | Russia Vladimir Dračëv Aleksej Kobelev Valerij Kirienko Sergej Tarasov      | Germania Jens Steinigen Marco Morgenstern Peter Sendel Steffen Hoos                |
| 1995 | Anterselva            | Norvegia Frode Andresen Dag Bjørndalen Havard Hanevold Jon Åge Tyldum                                  | Rep. Ceca Petr Garabík Roman Dostál Jiří Holubec Ivan Masařík               | Francia Thierry Dusserre Franck Perrot Lionel Laurent Stéphane Bouthiaux           |
| 1996 | Ruhpolding            | Bielorussia Pëtr Ivaška Aleh Ryžankoŭ Aljaksandr Papoŭ Vadzim Sašuryn                                  | Russia Vladimir Dračëv Pavel Muslimov Viktor Majgurov Sergej Rožkov         | Italia René Cattarinussi Hubert Leitgeb Pieralberto Carrara Patrick Favre          |
| 1997 | Brezno-Osrblie        | Bielorussia Aleh Ryžankoŭ Pëtr Ivaška Aljaksandr Papoŭ Vadzim Sašuryn                                  | Germania Carsten Heymann Mark Kirchner Frank Luck Peter Sendel              | Polonia Wiesław Ziemianin Jan Ziemianin Wojciech Kozub Tomasz Sikora               |
| 1998 | Hochfilzen            | Norvegia Egil Gjelland Halvard Hanevold Sylfest Glimsdal Ole Einar Bjørndalen                          | Germania Ricco Groß Carsten Heymann Sven Fischer Frank Luck                 | Russia Vladimir Dračëv Aleksej Kobelev Sergej Rožkov Viktor Majgurov               |

## Gare femminili

### Individuale (15 km)
Fino al 1988 la gara era disputata sulla distanza di 10 km.
| Anno | Località              | Oro                 | Argento                 | Bronzo                     |
| 1984 | Chamonix              | Venera Černyšova    | Ljudmila Zabolotnaja    | Tat'jana Brylina           |
| 1985 | Egg am Etzel          | Kaija Parve         | Sanna Grønlid           | Eva Korpela                |
| 1986 | Falun                 | Eva Korpela         | Siv Bråten              | Sanna Grønlid              |
| 1987 | Lahti                 | Sanna Grønlid       | Kaija Parve             | Tuija Vuoksiala            |
| 1988 | Chamonix              | Anne Elvebakk       | Elin Kristiansen        | Venera Černyšova           |
| 1989 | Feistritz an der Drau | Petra Behle         | Anne Elvebakk           | Svetlana Pečërskaja        |
| 1990 | Minsk                 | Svetlana Pečërskaja | Elena Golovina          | Petra Behle                |
| 1991 | Lahti                 | Petra Behle         | Grete Ingeborg Nykkelmo | Iva Karagiozova            |
| 1993 | Borovec               | Petra Behle         | Myriam Bédard           | Svjatlana Paramyhina       |
| 1995 | Anterselva            | Corinne Niogret     | Uschi Disl              | Ekaterina Dafovska         |
| 1996 | Ruhpolding            | Emmanuelle Claret   | Ol'ga Mel'nik           | Olena Petrova              |
| 1997 | Osrblie               | Magdalena Forsberg  | Alena Zubrylava         | Ekaterina Dafovska         |
| 1999 | Oslo                  | Alena Zubrylava     | Corinne Niogret         | Al'bina Achatova           |
| 2000 | Oslo                  | Corinne Niogret     | Yu Shumei               | Magdalena Forsberg         |
| 2001 | Pokljuka              | Magdalena Forsberg  | Liv Grete Poirée        | Alena Zubrylava            |
| 2003 | Chanty-Mansijsk       | Kateřina Holubcová  | Alena Zubrylava         | Gunn Margit Andreassen     |
| 2004 | Oberhof               | Ol'ga Medvedceva    | Al'bina Achatova        | Olena Petrova              |
| 2005 | Hochfilzen            | Andrea Henkel       | Sun Ribo                | Linda Grubben              |
| 2007 | Anterselva            | Linda Grubben       | Florence Baverel-Robert | Martina Beck               |
| 2008 | Östersund             | Ekaterina Jur'eva   | Martina Beck            | Oksana Chvostenko          |
| 2009 | Pyeongchang           | Kati Wilhelm        | Teja Gregorin           | Tora Berger                |
| 2011 | Chanty-Mansijsk       | Helena Ekholm       | Tina Bachmann           | Vita Semerenko             |
| 2012 | Ruhpolding            | Tora Berger         | Marie-Laure Brunet      | Helena Ekholm              |
| 2013 | Nové Město na Moravě  | Tora Berger         | Andrea Henkel           | Valentyna Semerenko        |
| 2015 | Kontiolahti           | Ekaterina Jurlova   | Gabriela Soukalová      | Kaisa Mäkäräinen           |
| 2016 | Oslo                  | Marie Dorin         | Anaïs Bescond           | Laura Dahlmeier            |
| 2017 | Hochfilzen            | Laura Dahlmeier     | Gabriela Soukalová      | Alexia Runggaldier         |
| 2019 | Östersund             | Hanna Öberg         | Lisa Vittozzi           | Justine Braisaz            |
| 2020 | Anterselva            | Dorothea Wierer     | Vanessa Hinz            | Marte Olsbu Røiseland      |
| 2021 | Pokljuka              | Markéta Davidová    | Hanna Öberg             | Ingrid Landmark Tandrevold |
| 2023 | Oberhof               | Hanna Öberg         | Linn Persson            | Lisa Vittozzi              |
| 2024 | Nové Město na Moravě  | Lisa Vittozzi       | Janina Hettich          | Julia Simon                |

### Sprint (7,5 km)
Fino al 1988 la gara era disputata sulla distanza di 5 km.
| Anno | Località              | Oro                     | Argento                    | Bronzo                         |
| 1984 | Chamonix              | Venera Černyšova        | Sanna Grønlid              | Andrea Grossegger              |
| 1985 | Egg am Etzel          | Sanna Grønlid           | Kaija Parve                | Venera Černyšova               |
| 1986 | Falun                 | Kaija Parve             | Nadija Bill'ova            | Eva Korpela                    |
| 1987 | Lahti                 | Elena Golovina          | Venera Černyšova           | Anne Elvebakk                  |
| 1988 | Chamonix              | Petra Behle             | Eva Korpela                | Anne Elvebakk                  |
| 1989 | Feistritz an der Drau | Anne Elvebakk           | Cvetana Krăsteva           | Natal'ja Prikazčikova          |
| 1990 | Oslo                  | Anne Elvebakk           | Svetlana Pečërskaja        | Elin Kristiansen               |
| 1991 | Lahti                 | Grete Ingeborg Nykkelmo | Svetlana Pečërskaja        | Elena Golovina                 |
| 1993 | Borovec               | Myriam Bédard           | Nadežda Talanova           | Elena Belova                   |
| 1995 | Anterselva            | Anne Briand             | Uschi Disl                 | Corinne Niogret                |
| 1996 | Ruhpolding            | Ol'ga Romas'ko          | Ann Elen Skjelbreid        | Magdalena Forsberg             |
| 1997 | Osrblie               | Ol'ga Romas'ko          | Alena Zubrylava            | Magdalena Forsberg             |
| 1999 | Kontiolahti           | Martina Zellner         | Magdalena Forsberg         | Alena Zubrylava                |
| 2000 | Oslo                  | Liv Grete Poirée        | Katrin Apel                | Martina Zellner                |
| 2001 | Pokljuka              | Kati Wilhelm            | Uschi Disl                 | Liv Grete Poirée               |
| 2003 | Chanty-Mansijsk       | Sylvie Becaert          | Olena Petrova              | Kateřina Holubcová             |
| 2004 | Oberhof               | Liv Grete Poirée        | Anna Bogalij-Titovec       | Kacjaryna Ivanova Martina Beck |
| 2005 | Hochfilzen            | Uschi Disl              | Ol'ga Zajceva              | Alena Zubrylava                |
| 2007 | Anterselva            | Magdalena Neuner        | Anna Carin Olofsson        | Natal'ja Guseva                |
| 2008 | Östersund             | Andrea Henkel           | Al'bina Achatova           | Oksana Chvostenko              |
| 2009 | Pyeongchang           | Kati Wilhelm            | Simone Hauswald            | Ol'ga Zajceva                  |
| 2011 | Chanty-Mansijsk       | Magdalena Neuner        | Kaisa Mäkäräinen           | Anastasija Kuz'mina            |
| 2012 | Ruhpolding            | Magdalena Neuner        | Dar"ja Domračava           | Vita Semerenko                 |
| 2013 | Nové Město na Moravě  | Olena Pidhrušna         | Tora Berger                | Vita Semerenko                 |
| 2015 | Kontiolahti           | Marie Dorin             | Weronika Nowakowska        | Valentyna Semerenko            |
| 2016 | Oslo                  | Tiril Eckhoff           | Marie Dorin                | Laura Dahlmeier                |
| 2017 | Hochfilzen            | Gabriela Soukalová      | Laura Dahlmeier            | Anaïs Chevalier                |
| 2019 | Östersund             | Anastasija Kuz'mina     | Ingrid Landmark Tandrevold | Laura Dahlmeier                |
| 2020 | Anterselva            | Marte Olsbu Røiseland   | Susan Dunklee              | Lucie Charvátová               |
| 2021 | Pokljuka              | Tiril Eckhoff           | Anaïs Chevalier            | Hanna Sola                     |
| 2023 | Oberhof               | Denise Herrmann         | Hanna Öberg                | Linn Persson                   |
| 2024 | Nové Město na Moravě  | Julia Simon             | Justine Braisaz            | Lou Jeanmonnot                 |

### Inseguimento (10 km)
| Anno | Località             | Oro                          | Argento             | Bronzo                  |
| 1997 | Osrblie              | Magdalena Forsberg           | Alena Zubrylava     | Ol'ga Romas'ko          |
| 1998 | Pokljuka             | Magdalena Forsberg           | Corinne Niogret     | Martina Zellner         |
| 1999 | Kontiolahti          | Alena Zubrylava              | Martina Halinárová  | Martina Zellner         |
| 2000 | Oslo                 | Magdalena Forsberg           | Uschi Disl          | Florence Baverel-Robert |
| 2001 | Pokljuka             | Liv Grete Poirée             | Corinne Niogret     | Magdalena Forsberg      |
| 2003 | Chanty-Mansijsk      | Sandrine Bailly Martina Beck |                     | Anna Bogalij            |
| 2004 | Oberhof              | Liv Grete Poirée             | Martina Beck        | Anna Bogalij-Titovec    |
| 2005 | Hochfilzen           | Uschi Disl                   | Liu Xianying        | Ol'ga Zajceva           |
| 2007 | Anterselva           | Magdalena Neuner             | Linda Grubben       | Anna Carin Olofsson     |
| 2008 | Östersund            | Andrea Henkel                | Ekaterina Jur'eva   | Al'bina Achatova        |
| 2009 | Pyeongchang          | Helena Ekholm                | Kati Wilhelm        | Ol'ga Zajceva           |
| 2011 | Chanty-Mansijsk      | Kaisa Mäkäräinen             | Magdalena Neuner    | Helena Ekholm           |
| 2012 | Ruhpolding           | Dar"ja Domračava             | Magdalena Neuner    | Ol'ga Viluchina         |
| 2013 | Nové Město na Moravě | Tora Berger                  | Krystyna Pałka      | Olena Pidhrušna         |
| 2015 | Kontiolahti          | Marie Dorin                  | Laura Dahlmeier     | Weronika Nowakowska     |
| 2016 | Oslo                 | Laura Dahlmeier              | Dorothea Wierer     | Marie Dorin             |
| 2017 | Hochfilzen           | Laura Dahlmeier              | Dar"ja Domračava    | Gabriela Soukalová      |
| 2019 | Östersund            | Denise Herrmann              | Tiril Eckhoff       | Laura Dahlmeier         |
| 2020 | Anterselva           | Dorothea Wierer              | Denise Herrmann     | Marte Olsbu Røiseland   |
| 2021 | Pokljuka             | Tiril Eckhoff                | Lisa Theresa Hauser | Anaïs Chevalier         |
| 2023 | Oberhof              | Julia Simon                  | Denise Herrmann     | Marte Olsbu Røiseland   |
| 2024 | Nové Město na Moravě | Julia Simon                  | Lisa Vittozzi       | Justine Braisaz         |

### Partenza in linea (12,5 km)
| Anno | Località             | Oro                         | Argento                    | Bronzo             |
| 1999 | Oslo                 | Alena Zubrylava             | Olena Petrova              | Magdalena Forsberg |
| 2000 | Oslo                 | Liv Grete Poirée            | Galina Kukleva             | Corinne Niogret    |
| 2001 | Pokljuka             | Magdalena Forsberg          | Martina Beck               | Liv Grete Poirée   |
| 2002 | Oslo                 | Alena Zubrylava             | Ol'ga Medvedceva           | Vol'ha Nazarava    |
| 2003 | Chanty-Mansijsk      | Al'bina Achatova            | Svetlana Išmuratova        | Sandrine Bailly    |
| 2004 | Oberhof              | Liv Grete Poirée            | Katrin Apel                | Sandrine Bailly    |
| 2005 | Hochfilzen           | Gro Marit Istad Kristiansen | Anna Carin Olofsson        | Ol'ga Medvedceva   |
| 2007 | Anterselva           | Andrea Henkel               | Martina Beck               | Kati Wilhelm       |
| 2008 | Östersund            | Magdalena Neuner            | Tora Berger                | Ekaterina Jur'eva  |
| 2009 | Pyeongchang          | Ol'ga Zajceva               | Anastasija Kuz'mina        | Helena Ekholm      |
| 2011 | Chanty-Mansijsk      | Magdalena Neuner            | Dar"ja Domračava           | Tora Berger        |
| 2012 | Ruhpolding           | Tora Berger                 | Marie-Laure Brunet         | Kaisa Mäkäräinen   |
| 2013 | Nové Město na Moravě | Dar"ja Domračava            | Tora Berger                | Monika Hojnisz     |
| 2015 | Kontiolahti          | Valentyna Semerenko         | Franziska Preuß            | Karin Oberhofer    |
| 2016 | Oslo                 | Marie Dorin                 | Laura Dahlmeier            | Kaisa Mäkäräinen   |
| 2017 | Hochfilzen           | Laura Dahlmeier             | Susan Dunklee              | Kaisa Mäkäräinen   |
| 2019 | Östersund            | Dorothea Wierer             | Ekaterina Jurlova-Percht   | Denise Herrmann    |
| 2020 | Anterselva           | Marte Olsbu Røiseland       | Dorothea Wierer            | Hanna Öberg        |
| 2021 | Pokljuka             | Lisa Theresa Hauser         | Ingrid Landmark Tandrevold | Tiril Eckhoff      |
| 2023 | Oberhof              | Hanna Öberg                 | Ingrid Landmark Tandrevold | Julia Simon        |
| 2024 | Nové Město na Moravě | Justine Braisaz             | Lisa Vittozzi              | Lou Jeanmonnot     |

### Staffetta (4x6 km)
Dal 1984 al 1988 la gara era di 3x5 km; dal 1989 al 1991 di 3x7,5 km; dal 1993 al 2001 di 4x7,5 km; dal 2002 di 4x6 km.
| Anno | Località              | Oro                                                                                        | Argento                                                                                | Bronzo                                                                                       |
| 1984 | Chamonix              | Unione Sovietica Venera Černyšova Ljudmila Zabolotnaja Kaija Parve                         | Norvegia Sanna Grønlind Gry Østvik Siv Bråten                                          | Stati Uniti Holly Beatie Julie Newman Kari Swenson                                           |
| 1985 | Egg am Etzel          | Unione Sovietica Venera Černyšova Elena Golovina Kaija Parve                               | Norvegia Sanna Grønlind Gry Østvik Siv Bråten                                          | Finlandia Pirjo Mattila Tuija Vuoksiala Teija Nieminen                                       |
| 1986 | Falun                 | Unione Sovietica Kaija Parve Nadija Bill'ova Venera Černyšova                              | Svezia Eva Korpela Inger Björkbom Sabine Karlsson                                      | Norvegia Sanna Grønlind Siv Bråten Anne Elvebakk                                             |
| 1987 | Lahti                 | Unione Sovietica Elena Golovina Venera Černyšova Kaija Parve                               | Svezia Inger Björkbom Mia Stadig Eva Korpela                                           | Norvegia Anne Elvebakk Sanna Grønlind Siv Bråten                                             |
| 1988 | Chamonix              | Unione Sovietica Venera Černyšova Elena Golovina Kaija Parve                               | Norvegia Elin Kristiansen Anne Elvebakk Mona Bollerud                                  | Svezia Eva Korpela Inger Björkbom Sabine Karlsson                                            |
| 1989 | Feistritz an der Drau | Unione Sovietica Natal'ja Prikazčikova Svetlana Pečërskaja Elena Golovina                  | Bulgaria Cvetana Krăsteva Marija Manolova Nadežda Aleksieva                            | Cecoslovacchia Eva Háková Renata Novotná Jiřina Pelcová                                      |
| 1990 | Oslo                  | Unione Sovietica Elena Bacevič Elena Golovina Svetlana Pečërskaja                          | Norvegia Grete Ingeborg Nykkelmo Anne Elvebakk Elin Kristiansen                        | Finlandia Tuija Vuoksiala Seija Hyytiäinen Pirjo Mattila                                     |
| 1991 | Lahti                 | Unione Sovietica Elena Belova Elena Golovina Svetlana Pečërskaja                           | Norvegia Grete Ingeborg Nykkelmo Anne Elvebakk Elin Kristiansen                        | Germania Uschi Disl Kerstin Moring Antje Harvey                                              |
| 1993 | Borovec               | Rep. Ceca Jana Kulhavá Jiřina Pelcová Iveta Knížková Eva Háková                            | Francia Corinne Niogret Véronique Claudel Delphyne Burlet Anne Briand                  | Russia Svetlana Panjutina Nadežda Talanova Ol'ga Simušina Elena Belova                       |
| 1995 | Anterselva            | Germania Uschi Disl Antje Harvey Simone Greiner-Petter-Memm Petra Behle                    | Francia Corinne Niogret Véronique Claudel Florence Baverel-Robert Anne Briand          | Norvegia Ann Elen Skjelbreid Hildegunn Mikkelsplass Annette Sikveland Gunn Margit Andreassen |
| 1996 | Ruhpolding            | Germania Uschi Disl Simone Greiner-Petter-Memm Katrin Apel Petra Behle                     | Francia Corinne Niogret Florence Baverel-Robert Emmanuel Claret Anne Briand            | Ucraina Tetjana Volop'janova Valentyna Cerbe-Nesina Olena Petrova Alena Zubrylava            |
| 1997 | Osrblie               | Germania Uschi Disl Simone Greiner-Petter-Memm Katrin Apel Petra Behle                     | Norvegia Ann Elen Skjelbreid Annette Sikveland Liv Grete Poirée Gunn Margit Andreassen | Russia Ol'ga Mel'nik Galina Kukleva Nadežda Talanova Ol'ga Romas'ko                          |
| 1999 | Kontiolahti           | Germania Uschi Disl Simone Greiner-Petter-Memm Katrin Apel Martina Zellner                 | Russia Nadežda Talanova Galina Kukleva Ol'ga Romas'ko Al'bina Achatova                 | Francia Delphyne Burlet Florence Baverel-Robert Christelle Gros Corinne Niogret              |
| 2000 | Lahti                 | Russia Ol'ga Medvedceva Svetlana Černousova Galina Kukleva Al'bina Achatova                | Germania Uschi Disl Katrin Apel Andrea Henkel Martina Zellner                          | Ucraina Alena Zubrylava Olena Petrova Nina Lemeš Tetjana Volop'janova                        |
| 2001 | Pokljuka              | Russia Ol'ga Medvedceva Anna Bogalij-Titovec Galina Kukleva Svetlana Išmuratova            | Germania Uschi Disl Katrin Apel Andrea Henkel Kati Wilhelm                             | Ucraina Alena Zubrylava Olena Petrova Nina Lemeš Tetjana Volop'janova                        |
| 2003 | Chanty-Mansijsk       | Russia Al'bina Achatova Svetlana Išmuratova Galina Kukleva Svetlana Černousova             | Ucraina Oksana Chvostenko Iryna Merkušina Oksana Jakovljeva Olena Petrova              | Germania Simone Hauswald Uschi Disl Kati Wilhelm Martina Beck                                |
| 2004 | Oberhof               | Norvegia Linda Grubben Gro Marit Istad Kristiansen Gunn Margit Andreassen Liv Grete Poirée | Russia Ol'ga Medvedceva Svetlana Išmuratova Anna Bogalij-Titovec Al'bina Achatova      | Germania Martina Beck Katrin Apel Simone Hauswald Kati Wilhelm                               |
| 2005 | Hochfilzen            | Russia Ol'ga Medvedceva Svetlana Išmuratova Anna Bogalij-Titovec Ol'ga Zajceva             | Germania Uschi Disl Katrin Apel Andrea Henkel Kati Wilhelm                             | Bielorussia Kacjaryna Ivanova Vol'ha Nazarava Ljudmila Anan'ka Alena Zubrylava               |
| 2007 | Anterselva            | Germania Martina Beck Andrea Henkel Magdalena Neuner Kati Wilhelm                          | Francia Florence Baverel-Robert Delphyne Peretto Sylvie Becaert Sandrine Bailly        | Norvegia Tora Berger Ann Kristin Flatland Jori Mørkve Linda Grubben                          |
| 2008 | Östersund             | Germania Martina Beck Andrea Henkel Magdalena Neuner Kati Wilhelm                          | Ucraina Oksana Jakovljeva Vita Semerenko Valentyna Semerenko Oksana Chvostenko         | Francia Delphyne Peretto Marie-Laure Brunet Sylvie Becaert Sandrine Bailly                   |
| 2009 | Pyeongchang           | Russia Svetlana Slepcova Anna Bulygina Ol'ga Medvedceva Ol'ga Zajceva                      | Germania Martina Beck Magdalena Neuner Andrea Henkel Kati Wilhelm                      | Francia Marie-Laure Brunet Sylvie Becaert Marie Dorin Sandrine Bailly                        |
| 2011 | Chanty-Mansijsk       | Germania Andrea Henkel Miriam Gössner Tina Bachmann Magdalena Neuner                       | Francia Anaïs Bescond Marie-Laure Brunet Sophie Boilley Marie Dorin                    | Bielorussia Nadzeja Skardzina Dar"ja Domračava Nadzeja Pisarava Ljudmila Kalinčyk            |
| 2012 | Ruhpolding            | Germania Tina Bachmann Magdalena Neuner Miriam Gössner Andrea Henkel                       | Francia Marie-Laure Brunet Sophie Boilley Anaïs Bescond Marie Dorin                    | Norvegia Fanny Horn Elise Ringen Synnøve Solemdal Tora Berger                                |
| 2013 | Nové Město na Moravě  | Norvegia Hilde Fenne Ann Kristin Flatland Synnøve Solemdal Tora Berger                     | Ucraina Julija Džyma Vita Semerenko Valentyna Semerenko Olena Pidhrušna                | Italia Dorothea Wierer Nicole Gontier Michela Ponza Karin Oberhofer                          |
| 2015 | Kontiolahti           | Germania Franziska Hildebrand Franziska Preuß Vanessa Hinz Laura Dahlmeier                 | Francia Anaïs Bescond Enora Latuillière Justine Braisaz Marie Dorin                    | Italia Lisa Vittozzi Karin Oberhofer Nicole Gontier Dorothea Wierer                          |
| 2016 | Oslo                  | Norvegia Synnøve Solemdal Fanny Horn Tiril Eckhoff Marte Olsbu Røiseland                   | Francia Justine Braisaz Anaïs Bescond Anaïs Chevalier Marie Dorin                      | Germania Franziska Preuß Franziska Hildebrand Maren Hammerschmidt Laura Dahlmeier            |
| 2017 | Hochfilzen            | Germania Vanessa Hinz Maren Hammerschmidt Franziska Hildebrand Laura Dahlmeier             | Ucraina Iryna Varvynets Julija Džyma Anastasija Merkušyna Olena Pidhrušna              | Francia Anaïs Chevalier Célia Aymonier Justine Braisaz Marie Dorin                           |
| 2019 | Östersund             | Norvegia Synnøve Solemdal Ingrid Landmark Tandrevold Tiril Eckhoff Marte Olsbu Røiseland   | Svezia Linn Persson Mona Brorsson Anna Magnusson Hanna Öberg                           | Ucraina Anastasija Merkušyna Vita Semerenko Julija Džyma Valentyna Semerenko                 |
| 2020 | Anterselva            | Norvegia Synnøve Solemdal Ingrid Landmark Tandrevold Tiril Eckhoff Marte Olsbu Røiseland   | Germania Karolin Horchler Vanessa Hinz Franziska Preuß Denise Herrmann                 | Ucraina Anastasija Merkušyna Julija Džyma Vita Semerenko Olena Pidhrušna                     |
| 2021 | Pokljuka              | Norvegia Ingrid Landmark Tandrevold Tiril Eckhoff Ida Lien Marte Olsbu Røiseland           | Germania Vanessa Hinz Janina Hettich Denise Herrmann Franziska Preuß                   | Ucraina Anastasija Merkušyna Julija Džyma Darya Blashko Olena Pidhrušna                      |
| 2023 | Oberhof               | Italia Samuela Comola Dorothea Wierer Hannah Auchentaller Lisa Vittozzi                    | Germania Vanessa Voigt Hanna Kebinger Sophia Schneider Denise Herrmann                 | Svezia Linn Persson Anna Magnusson Elvira Öberg Hanna Öberg                                  |
| 2024 | Nové Město na Moravě  | Francia Lou Jeanmonnot Sophie Chauveau Justine Braisaz Julia Simon                         | Svezia Anna Magnusson Linn Persson Hanna Öberg Elvira Öberg                            | Germania Janina Hettich Selina Grotian Vanessa Voigt Sophia Schneider                        |

### Gara a squadre
Consisteva in una gara di pattuglie. Dal 1989 al 1993 si è disputata sulla distanza di 15 km, dal 1994 al 1998 su 7,5 km.
| Anno | Località              | Oro                                                                                        | Argento                                                                                        | Bronzo                                                                            |
| 1989 | Feistritz an der Drau | Unione Sovietica Natal'ja Prikazčikova Svetlana Pečërskaja Luiza Čerepanova Elena Golovina | Norvegia Synnøve Thoresen Elin Kristiansen Anne Elvebakk Mona Bollerud                         | Germania Ovest Inga Kesper Daniela Hörburger Dorina Pieper Petra Behle            |
| 1990 | Oslo                  | Unione Sovietica Elena Bacevič Elena Golovina Svjatlana Paramyhina Svetlana Pečërskaja     | Germania Ovest Irene Schroll Daniela Hörburger Inga Kesper Petra Behle                         | Bulgaria Nadežda Aleksieva Iva Karagiozova Marija Manolova Cvetana Krăsteva       |
| 1991 | Lahti                 | Unione Sovietica Elena Belova Elena Golovina Svjatlana Paramyhina Svetlana Pečërskaja      | Bulgaria Marija Manolova Silvana Blagoeva Nadežda Aleksieva Iva Karagiozova                    | Norvegia Synnøve Thoresen Signe Trosten Hildegunn Mikkelsplass Unni Kristiansen   |
| 1992 | Novosibirsk           | Germania Petra Bauer Petra Behle Uschi Disl Inga Kesper                                    | Comunità degli Stati Indipendenti Elena Belova Inna Šeškil' Anfisa Rezcova Svetlana Pečërskaja | Cecoslovacchia Gabriela Suvová Eva Háková Jana Kulhavá Jiřina Pelcová             |
| 1993 | Borovec               | Francia Nathalie Beausire Delphyne Burlet Anne Briand Corinne Niogret                      | Bielorussia Natal'ja Permjakova Natal'ja Syčeva Natallja Ryžankova Svjatlana Paramyhina        | Polonia Zofia Kiełpińska Krystyna Liberda Anna Stera-Kustucz Helena Mikołajczyk   |
| 1994 | Canmore               | Bielorussia Natal'ja Permjakova Natallja Ryžankova Iryna Kakueva Svjatlana Paramyhina      | Norvegia Ann Elen Skjelbreid Åse Idland Annette Sikveland Hildegunn Mikkelsplass               | Francia Emmanuelle Claret Nathalie Beausire Corinne Niogret Véronique Claudel     |
| 1995 | Anterselva            | Norvegia Elin Kristiansen Annette Sikveland Gunn Margit Andreassen Ann Elen Skjelbreid     | Germania Kathy Schwaab Simone Greiner-Petter-Memm Uschi Disl Petra Behle                       | Francia Emmanuelle Claret Véronique Claudel Anne Briand Corinne Niogret           |
| 1996 | Ruhpolding            | Germania Katrin Apel Simone Greiner-Petter-Memm Petra Behle Uschi Disl                     | Ucraina Nina Lemeš Olena Petrova Tetjana Volop'janova Alena Zubrylava                          | Francia Emmanuel Claret Anne Briand Florence Baverel-Robert Corinne Niogret       |
| 1997 | Osrblie               | Norvegia Annette Sikveland Ann Elen Skjelbreid Liv Grete Poirée Gunn Margit Andreassen     | Russia Ol'ga Romas'ko Anna Volkova Nadežda Talanova Ol'ga Mel'nik                              | Ucraina Olena Petrova Alena Zubrylava Valentyna Cerbe-Nesina Tetjana Volop'janova |
| 1998 | Pokljuka              | Russia Anna Volkova Ol'ga Romas'ko Svetlana Išmuratova Al'bina Achatova                    | Norvegia Hildegunn Mikkelsplass Annette Sikveland Ann Elen Skjelbreid Liv Grete Poirée         | Finlandia Katja Holanti Tiina Mikkola Mari Lampinen Sanna-Leena Perunka           |

## Gare miste

### Staffetta
Le donne percorrono le prime due frazioni di 6 km, gli uomini le ultime due di 7,5 km (6 km nel 2005 e nel 2006). Nel 2006 la sequenza delle frazioni fu donna-uomo-donna-uomo. Dal 2007 è ammessa solo una staffetta per nazione. A partire dall'edizione del 2020 è iniziata la turnazione dei sessi, per cui si alternano in partenza prima le donne e poi gli uomini: quando iniziano le donne tutti i frazionisti percorrono 6km, invece quando iniziano gli uomini tutti i frazionisti percorrono 7.5km. La prima edizione che ha visto come primi frazionisti gli uomini è stata quella di Pokljuka del 2021
| Anno | Località             | Oro                                                                                                | Argento                                                                                       | Bronzo                                                                          |
| 2005 | Chanty-Mansijsk      | Russia Ol'ga Medvedceva Svetlana Išmuratova Ivan Čerezov Nikolaj Kruglov                           | Russia Anna Bogalij-Titovec Ol'ga Zajceva Sergej Čepikov Sergej Rožkov                        | Germania Uschi Disl Kati Wilhelm Michael Greis Ricco Groß                       |
| 2006 | Pokljuka             | Russia Anna Bogalij-Titovec Sergej Čepikov Irina Mal'gina Nikolaj Kruglov                          | Norvegia Linda Grubben Halvard Hanevold Tora Berger Ole Einar Bjørndalen                      | Francia Florence Baverel-Robert Vincent Defrasne Sandrine Bailly Raphaël Poirée |
| 2007 | Anterselva           | Svezia Helena Ekholm Anna Carin Olofsson Björn Ferry Carl Johan Bergman                            | Francia Florence Baverel-Robert Sandrine Bailly Vincent Defrasne Raphaël Poirée               | Norvegia Tora Berger Jori Mørkve Emil Hegle Svendsen Frode Andresen             |
| 2008 | Östersund            | Germania Sabrina Buchholz Magdalena Neuner Andreas Birnbacher Michael Greis                        | Bielorussia Ljudmila Kalinčyk Dar"ja Domračava Rustam Valiulin Sjarhej Novikaŭ                | Russia Svetlana Slepcova Oksana Neupokoeva Nikolaj Kruglov Dmitrij Jarošenko    |
| 2009 | Pyeongchang          | Francia Marie-Laure Brunet Sylvie Becaert Vincent Defrasne Simon Fourcade                          | Svezia Helena Ekholm Anna Carin Olofsson David Ekholm Carl Johan Bergman                      | Germania Andrea Henkel Simone Hauswald Arnd Peiffer Michael Greis               |
| 2010 | Chanty-Mansijsk      | Germania Simone Hauswald Magdalena Neuner Simon Schempp Arnd Peiffer                               | Norvegia Ann Kristin Flatland Tora Berger Emil Hegle Svendsen Ole Einar Bjørndalen            | Svezia Helena Ekholm Anna Carin Olofsson Björn Ferry Carl Johan Bergman         |
| 2011 | Chanty-Mansijsk      | Norvegia Tora Berger Ann Kristin Flatland Ole Einar Bjørndalen Tarjei Bø                           | Germania Andrea Henkel Magdalena Neuner Arnd Peiffer Michael Greis                            | Francia Marie-Laure Brunet Marie Dorin Alexis Bœuf Martin Fourcade              |
| 2012 | Ruhpolding           | Norvegia Tora Berger Synnøve Solemdal Ole Einar Bjørndalen Emil Hegle Svendsen                     | Slovenia Andreja Mali Teja Gregorin Klemen Bauer Jakov Fak                                    | Germania Andrea Henkel Magdalena Neuner Andreas Birnbacher Arnd Peiffer         |
| 2013 | Nové Město na Moravě | Norvegia Tora Berger Synnøve Solemdal Tarjei Bø Emil Hegle Svendsen                                | Francia Marie-Laure Brunet Marie Dorin Alexis Bœuf Martin Fourcade                            | Rep. Ceca Veronika Vítková Gabriela Soukalová Jaroslav Soukup Ondřej Moravec    |
| 2015 | Kontiolahti          | Rep. Ceca Veronika Vítková Gabriela Soukalová Michal Šlesingr Ondřej Moravec                       | Francia Anaïs Bescond Marie Dorin Jean-Guillaume Béatrix Martin Fourcade                      | Norvegia Fanny Horn Tiril Eckhoff Johannes Thingnes Bø Tarjei Bø                |
| 2016 | Oslo                 | Francia Anaïs Bescond Marie Dorin Quentin Fillon Maillet Martin Fourcade                           | Germania Franziska Preuß Franziska Hildebrand Arnd Peiffer Simon Schempp                      | Norvegia Marte Olsbu Røiseland Tiril Eckhoff Johannes Thingnes Bø Tarjei Bø     |
| 2017 | Hochfilzen           | Germania Vanessa Hinz Laura Dahlmeier Arnd Peiffer Simon Schempp                                   | Francia Anaïs Chevalier Marie Dorin Quentin Fillon Maillet Martin Fourcade                    | Russia Ol'ga Podčufarova Tat'jana Akimova Aleksandr Loginov Anton Šipulin       |
| 2019 | Östersund            | Norvegia Marte Olsbu Røiseland Tiril Eckhoff Johannes Thingnes Bø Vetle Sjåstad Christiansen       | Germania Vanessa Hinz Denise Herrmann Arnd Peiffer Benedikt Doll                              | Italia Lisa Vittozzi Dorothea Wierer Lukas Hofer Dominik Windisch               |
| 2020 | Anterselva           | Norvegia Marte Olsbu Røiseland Tiril Eckhoff Tarjei Bø Johannes Thingnes Bø                        | Italia Lisa Vittozzi Dorothea Wierer Lukas Hofer Dominik Windisch                             | Rep. Ceca Eva Puskarčíková Markéta Davidová Ondřej Moravec Michal Krčmář        |
| 2021 | Pokljuka             | Norvegia Sturla Holm Laegreid Johannes Thingnes Bø Tiril Eckhoff Marte Olsbu Røiseland             | Austria David Komatz Simon Eder Dunja Zdouc Lisa Theresa Hauser                               | Svezia Sebastian Samuelsson Martin Ponsiluoma Linn Persson Hanna Öberg          |
| 2023 | Oberhof              | Norvegia Ingrid Landmark Tandrevold Marte Olsbu Røiseland Sturla Holm Lægreid Johannes Thingnes Bø | Italia Lisa Vittozzi Dorothea Wierer Didier Bionaz Tommaso Giacomel                           | Francia Julia Simon Anaïs Chevalier Émilien Jacquelin Quentin Fillon Maillet    |
| 2024 | Nové Město na Moravě | Francia Éric Perrot Quentin Fillon Maillet Justine Braisaz Julia Simon                             | Norvegia Tarjei Bø Johannes Thingnes Bø Karoline Offigstad Knotten Ingrid Landmark Tandrevold | Svezia Sebastian Samuelsson Martin Ponsiluoma Hanna Öberg Elvira Öberg          |

### Staffeta individuale
La donna percorre la prime e la terza frazione per un totale di 6 km, l'uomo percorre la seconda e la quarta e in più affronterà l'ultimo giro per un totale di 7,5 km. A partire dall'edizione del 2020 è iniziata la turnazione dei sessi, per cui si alternano in partenza prima le donne e poi gli uomini: quando iniziano gli uomini questi percorrono 6km mentre le donne 7,5km. La prima edizione che ha visto come primi frazionisti gli uomini è stata quella di Pokljuka del 2021
| Anno | Località             | Oro                                                 | Argento                                     | Bronzo                                                   |
| 2019 | Östersund            | Norvegia Marte Olsbu Røiseland Johannes Thingnes Bø | Italia Dorothea Wierer Lukas Hofer          | Svezia Hanna Öberg Sebastian Samuelsson                  |
| 2020 | Anterselva           | Norvegia Marte Olsbu Røiseland Johannes Thingnes Bø | Germania Franziska Preuß Erik Lesser        | Francia Anaïs Bescond Émilien Jacquelin                  |
| 2021 | Pokljuka             | Francia Antonin Guigonnat Julia Simon               | Norvegia Johannes Thingnes Bø Tiril Eckhoff | Svezia Sebastian Samuelsson Hanna Öberg                  |
| 2023 | Oberhof              | Norvegia Marte Olsbu Røiseland Johannes Thingnes Bø | Austria Lisa Hauser David Komatz            | Italia Lisa Vittozzi Tommaso Giacomel                    |
| 2024 | Nové Město na Moravě | Francia Quentin Fillon Maillet Lou Jeanmonnot       | Italia Tommaso Giacomel Lisa Vittozzi       | Norvegia Johannes Thingnes Bø Ingrid Landmark Tandrevold |